# Larnell Lewis
 (mars 2022).
La mise en forme du texte ne suit pas les recommandations de Wikipédia : il faut le « wikifier ».
Les points d'amélioration suivants sont les cas les plus fréquents :
- Les titres sont pré-formatés par le logiciel. Ils ne sont ni en capitales, ni en gras.
- Le texte ne doit pas être écrit en capitales (les noms de famille non plus), ni en gras, ni en italique, ni en « petit »…
- Le gras n'est utilisé que pour surligner le titre de l'article dans l'introduction, une seule fois.
- L'italique est rarement utilisé : mots en langue étrangère, titres d'œuvres, noms de bateaux, etc.
- Les citations ne sont pas en italique mais en corps de texte normal. Elles sont entourées par des guillemets français : « et ».
- Les listes à puces sont à éviter, des paragraphes rédigés étant largement préférés. Les tableaux sont à réserver à la présentation de données structurées (résultats, etc.).
- Les appels de note de bas de page (petits chiffres en exposant, introduits par l'outil «  Source ») sont à placer entre la fin de phrase et le point final[comme ça].
- Les liens internes (vers d'autres articles de Wikipédia) sont à choisir avec parcimonie. Créez des liens vers des articles approfondissant le sujet. Les termes génériques sans rapport avec le sujet sont à éviter, ainsi que les répétitions de liens vers un même terme.
- Les liens externes sont à placer uniquement dans une section « Liens externes », à la fin de l'article. Ces liens sont à choisir avec parcimonie suivant les règles définies. Si un lien sert de source à l'article, son insertion dans le texte est à faire par les notes de bas de page.
- La présentation des références doit suivre les conventions bibliographiques. Il est recommandé d'utiliser les modèles {{Ouvrage}}, {{Chapitre}}, {{Article}}, {{Lien web}} et/ou {{Bibliographie}}. Le mode d'édition visuel peut mettre en forme automatiquement les références.
- Insérer une infobox (cadre d'informations à droite) n'est pas obligatoire pour parachever la mise en page.

Pour une aide détaillée, merci de consulter Aide:Wikification.
Si vous pensez que ces points ont été résolus, vous pouvez retirer ce bandeau et améliorer la mise en forme d'un autre article.
 (mars 2022).
Pour les articles homonymes, voir Lewis.
Larnell Lewis (né le 22 mars 1984) est un batteur, compositeur et producteur canadien. Il est surtout connu pour ses performances au sein du groupe de Jazz fusion Snarky Puppy et pour ses nombreuses vidéos sur Youtube, notamment sur la chaîne Drumeo.
Il a joué sur la scène internationale avec de nombreux musiciens de renom tels que Gregory Porter, Lalah Hathaway, John Scofield, Pat Metheny, Michael Brecker, Matt Dusk, Kurt Elling, Molly Johnson, Elizabeth Shepherd, Emilie-Claire Barlow, Lisa Fisher, Benny Golson, Dave Leibman, Steve Gadd ou encore Dave Holland.
Lewis est l'un des batteurs les plus polyvalents et recherchés de la scène musicale jazz actuelle,,.

## Biographie
Né à Toronto, en Ontario, Larnell Lewis commence l'apprentissage de la batterie à l'église dès son plus jeune âge. C'est là qu'il commence jouer de nombreux styles, y compris la musique gospel.
Il a également étudié la basse électrique et le piano

## Discographie

### Solo
- In the Moment (2018)
- Relive the Moment (2020)

### Avec Snarky Puppy
- Immigrance (2019)
- Culcha Vulcha (2016)
- We Like It Here (2014)

### Autres artistes
- Laila Biali (2018), Tracing Light (2010), From Sea to Sky (2007)
- Robi Botos - Old Soul (2018)
- Tia Brazda – Daydream (2018)
- Rich Brown - Abeng (2016)
- Barbra Lica - I'm Still Learning (2016)
- David Clayton-Thomas - Canadian (2016)
- Emilie-Claire Barlow - Clear Day (2015)
- Elizabeth Shepherd - The Signal (2014)
- Colleen Allen - Flashlight (2013)
- Richard Underhill - Free Spirit (2011)
- Anjulie - Anjulie (2009)
- Mike Janzen Trio - Mombâcho (2008)
- Toronto Mass Choir - Going Home (2007)
- Rhema Worship & Praise - The Experience (2006)

## Recompenses
La performance de Lewis sur l'album We Like It Here de Snarky Puppy en 2014 a contribué à propulser le groupe vers son Grammy Award de la meilleure performance R&B Il a également joué sur l'album Culcha Vulcha du groupe en 2016, qui a remporté le Grammy Award du meilleur album instrumental contemporain.